# Hydrochus soesae
Hydrochus soesae är en skalbaggsart som först beskrevs av Dewanand Makhan 2004.  Hydrochus soesae ingår i släktet Hydrochus och familjen gyttjebaggar. Inga underarter finns listade i Catalogue of Life.